# Дефицит демократии
Дефици́т демокра́тии возникает, когда якобы демократические организации или учреждения (особенно правительства) не соответствуют принципам демократии в своей практике или деятельности.
Фраза дефицит демократии упоминается как впервые использованная молодыми европейскими федералистами в их Манифесте в 1977 году, который был составлен Ричардом Корбеттом. Это понятие также было использовано Дэвидом Марквандом в 1979 году, имея в виду Европейское экономическое сообщество, предшественника Европейского союза и другими авторами в отношении Евросоюза.